# Desa Nyambung
Desa Nyambung är en administrativ by i Indonesien.   Den ligger i provinsen Provinsi Bali, i den sydvästra delen av landet, 900 km öster om huvudstaden Jakarta. Desa Nyambung ligger på ön Bali.